# Ереван (кинотеатр, Киев)
Широкоэкранный кинотеатр «Ереван» расположен в Соломенском районе города Киева по адресу Чоколовский бульвар, 13 (бывший бульвар Ленина), неподалёку от площади Космонавтов. Построен в 1977 году на первом этаже административного здания. Зрительный зал на 415 мест. Назван в честь города Ереван, столицы Армении и города-побратима столицы Украины.
Открыт 23 февраля 1977 года сеансом премьерного показа художественного фильма «Служебный роман». Первыми руководителями кинотеатра были директор — Н. В. Акопов, ст. инженер — А. М. Пекерский.
Согласно решению Киевского городского совета от 26.04.2007, вошёл в состав созданной единой киносети Коммунальное предприятие «Киевкинофильм», куда вошли восемь детских специализированных кинотеатров.
С 15 июня 2007 года и по состоянию на 28 сентября 2021 года находится в состоянии приостановки деятельности.